# Ulak Patian
Ulak Patian is een bestuurslaag in het regentschap Rokan Hulu van de provincie Riau, Indonesië. Ulak Patian telt 970 inwoners (volkstelling 2010).